# Ehingen (Donau)
Ehingen is een gemeente in de Duitse deelstaat Baden-Württemberg, gelegen in het Alb-Donau-Kreis. De stad telt 26.398 inwoners.

## Geografie
Ehingen heeft een oppervlakte van 178,4 km² en ligt in het zuidwesten van Duitsland.

## Geboren
- Stefan Steinweg (1969), wielrenner

## Galerij

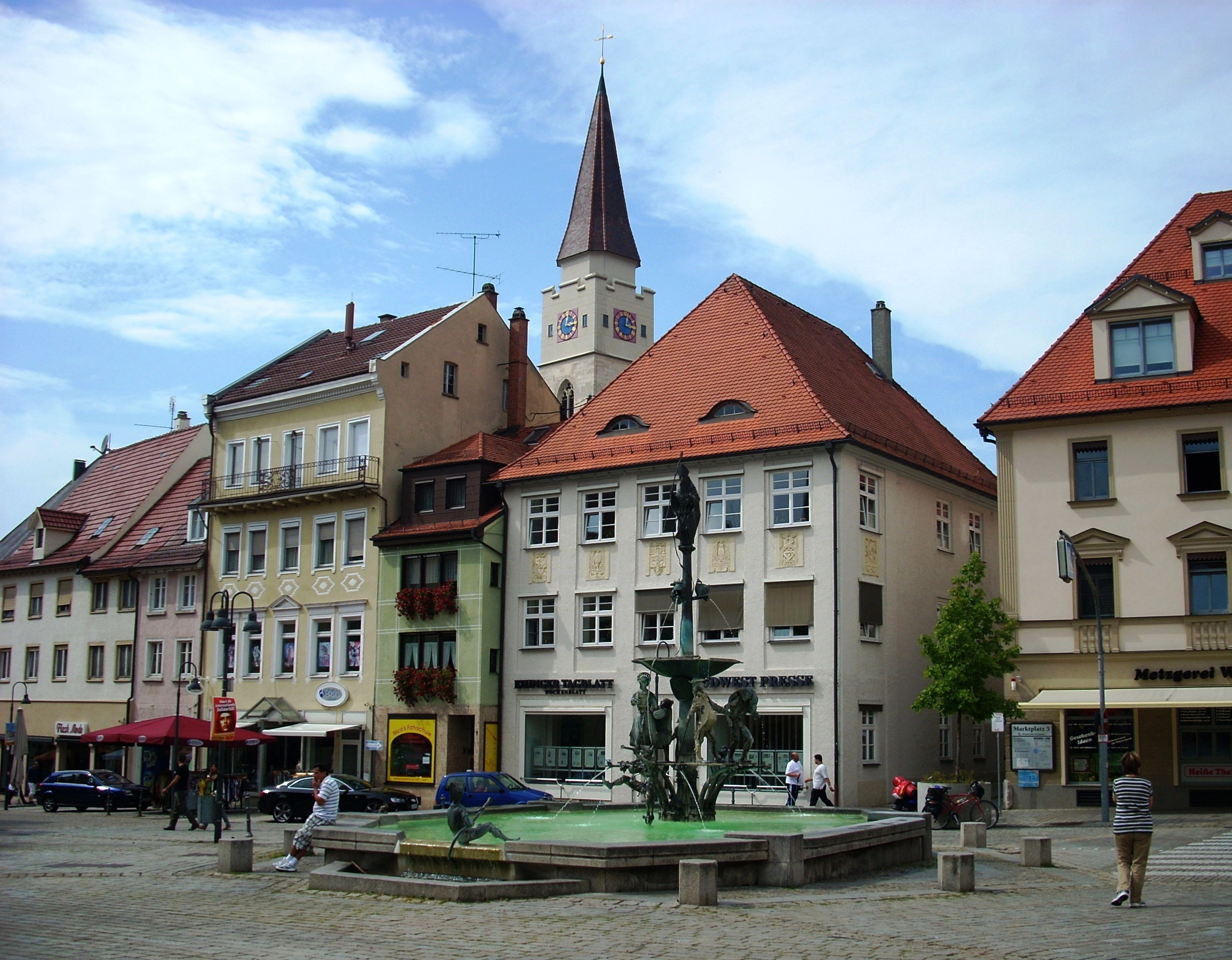
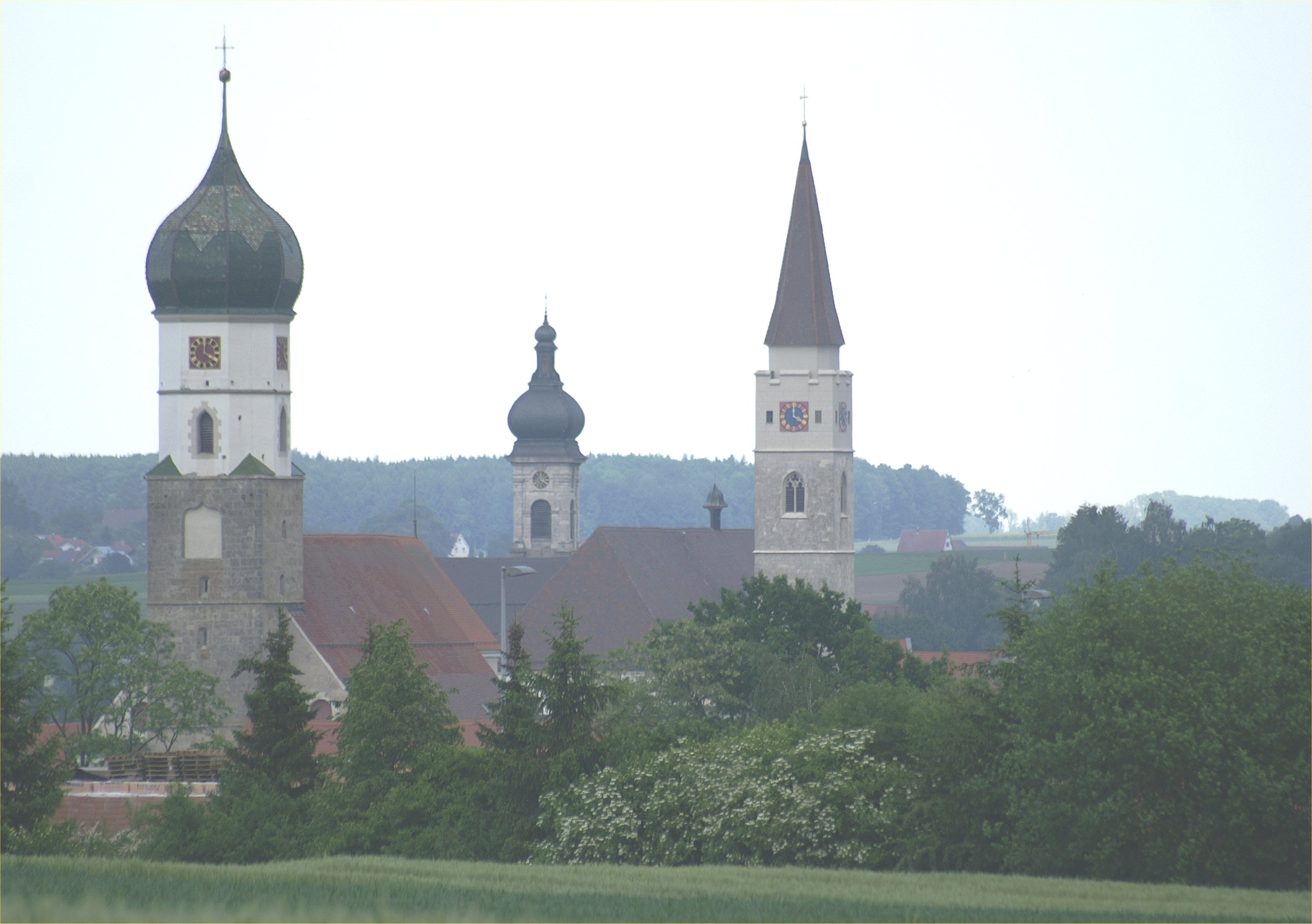
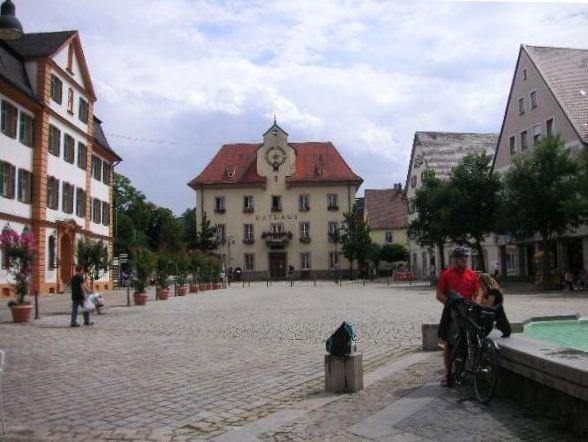
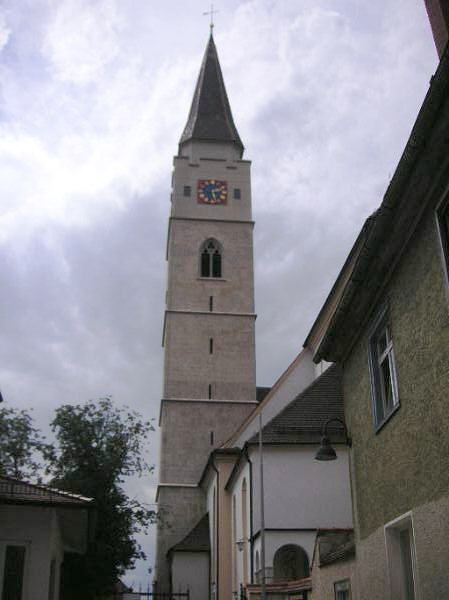
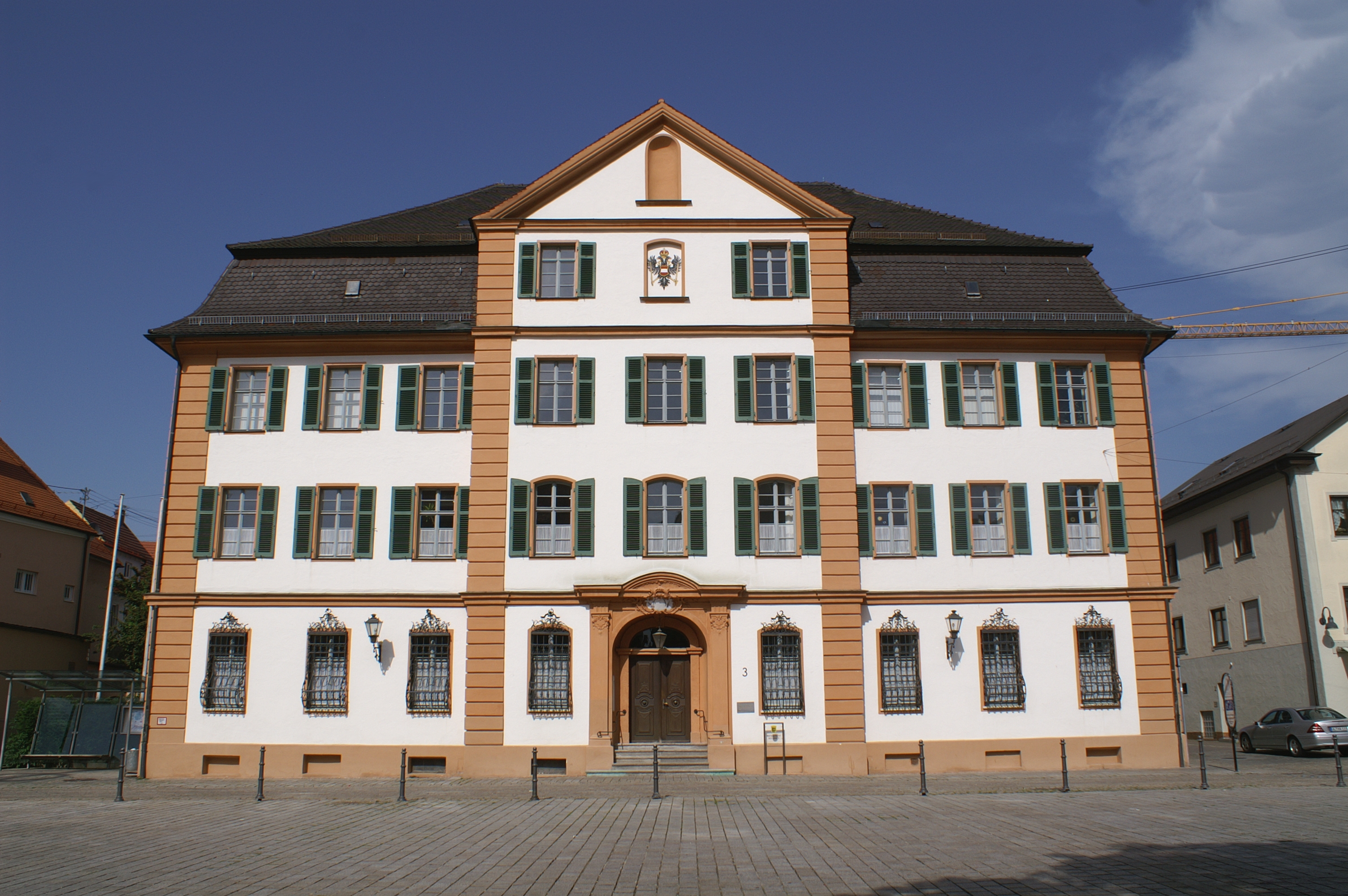
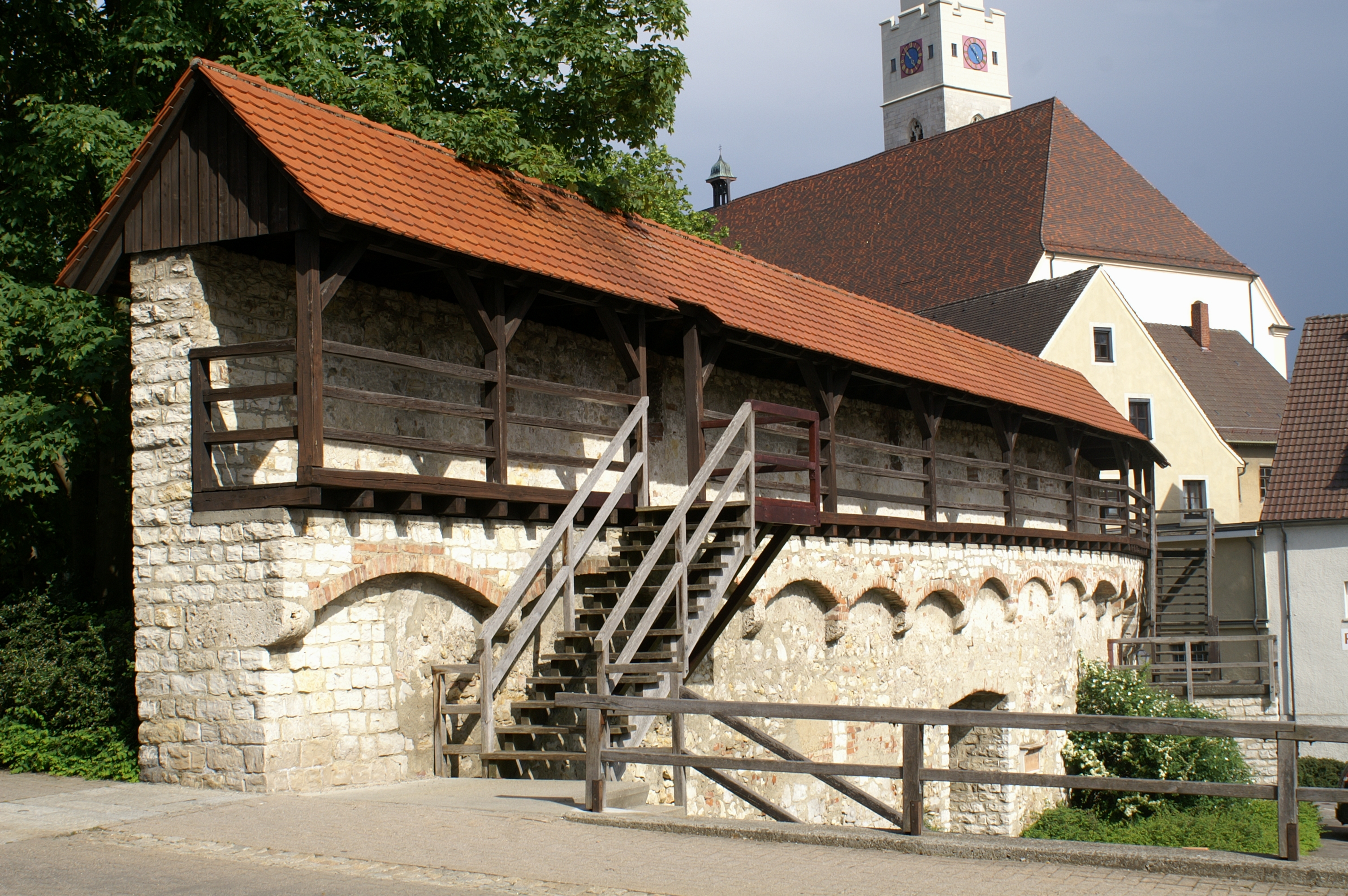
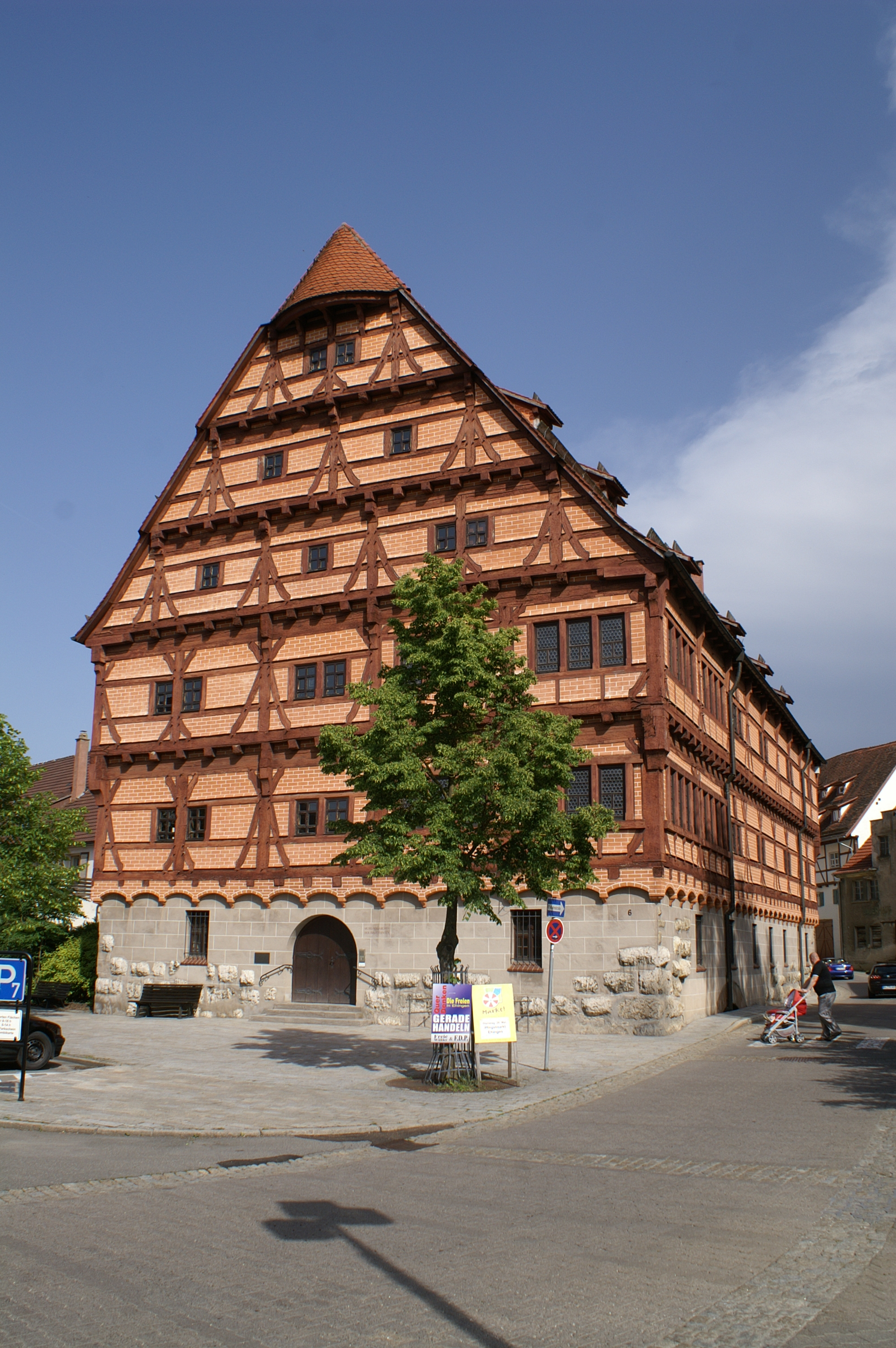
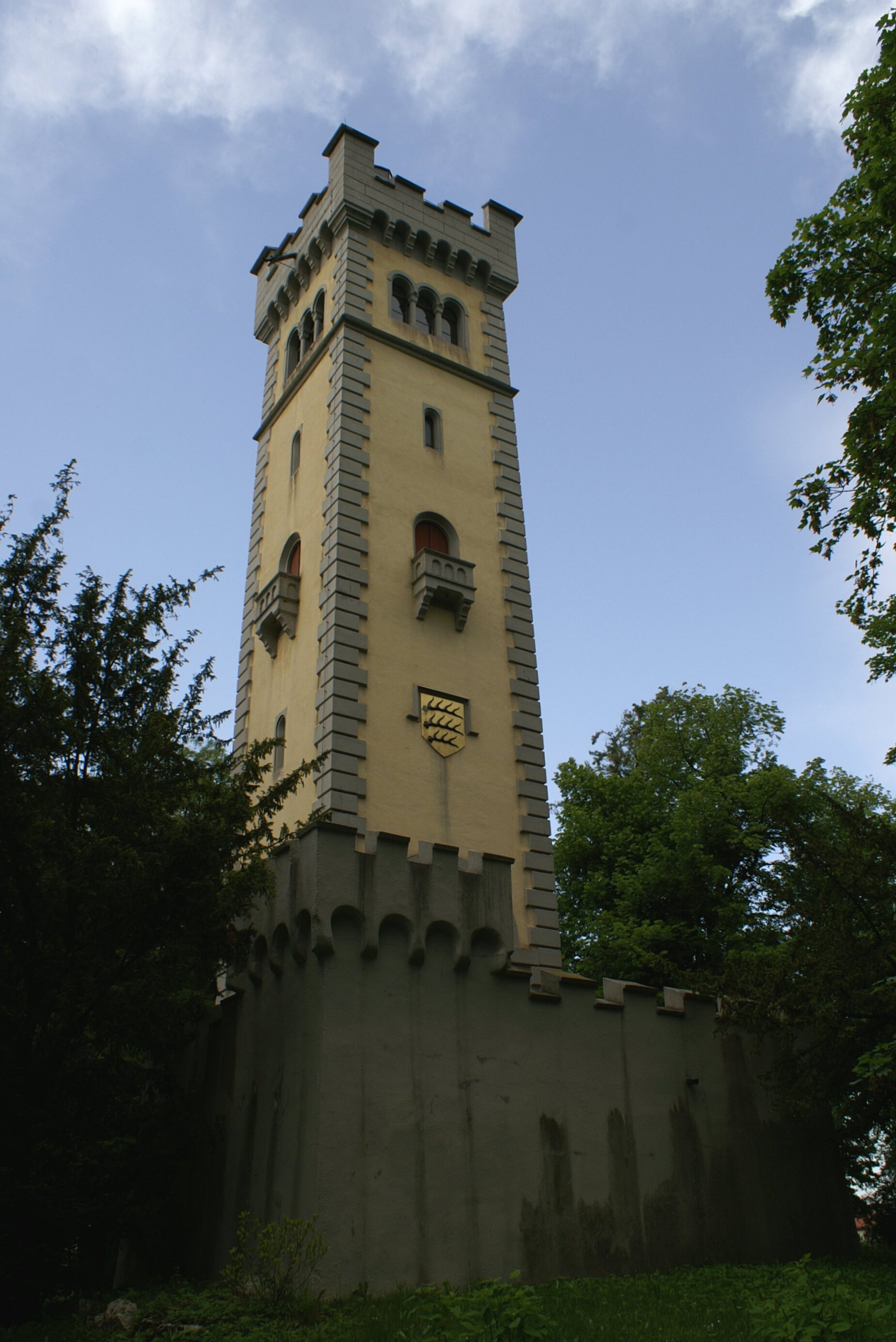
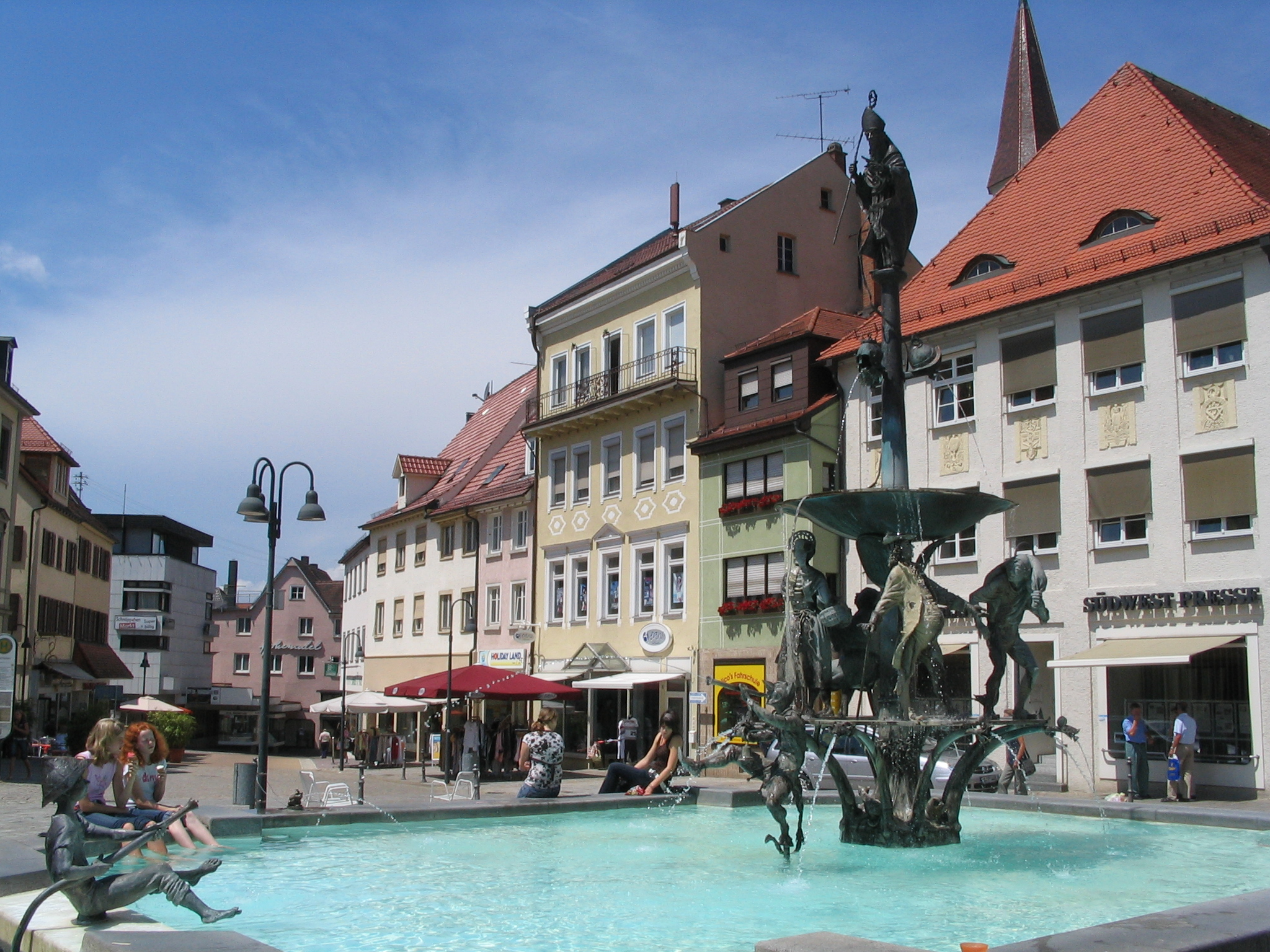
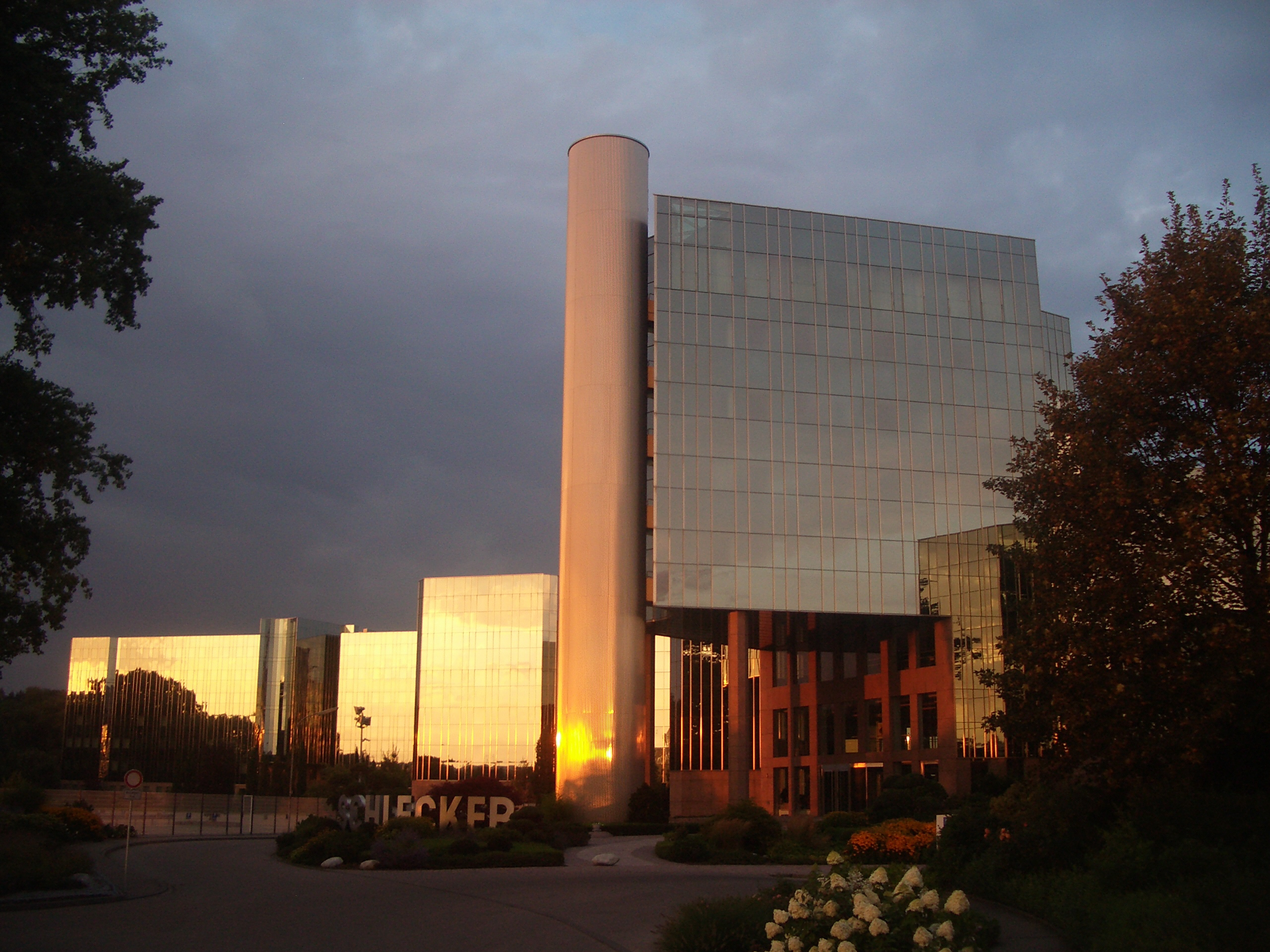

Allmendingen ·
Altheim ·
Altheim (Alb) ·
Amstetten ·
Asselfingen ·
Ballendorf ·
Balzheim ·
Beimerstetten ·
Berghülen ·
Bernstadt ·
Blaubeuren ·
Blaustein ·
Börslingen ·
Breitingen ·
Dietenheim ·
Dornstadt ·
Ehingen (Donau) ·
Emeringen ·
Emerkingen ·
Erbach ·
Griesingen ·
Grundsheim ·
Hausen am Bussen ·
Heroldstatt ·
Holzkirch ·
Hüttisheim ·
Illerkirchberg ·
Illerrieden ·
Laichingen ·
Langenau ·
Lauterach ·
Lonsee ·
Merklingen ·
Munderkingen ·
Neenstetten ·
Nellingen ·
Nerenstetten ·
Oberdischingen ·
Obermarchtal ·
Oberstadion ·
Öllingen ·
Öpfingen ·
Rammingen ·
Rechtenstein ·
Rottenacker ·
Schelklingen ·
Schnürpflingen ·
Setzingen ·
Staig ·
Untermarchtal ·
Unterstadion ·
Unterwachingen ·
Weidenstetten ·
Westerheim ·
Westerstetten